# Az Eureka epizódjainak listája
Az itt látható lista az Eureka című amerikai sci-fi, dráma televíziós sorozat epizódjait tartalmazza.

## Évados áttekintés
| Évad | Évad | Epizódok | Eredeti sugárzás  | Eredeti sugárzás     | Eredeti adó | Magyar sugárzás      | Magyar sugárzás    | Magyar adó |
| Évad | Évad | Epizódok | Évadpremier       | Évadfinálé           | Eredeti adó | Évadpremier          | Évadfinálé         | Magyar adó |
| ---- | ---- | -------- | ----------------- | -------------------- | ----------- | -------------------- | ------------------ | ---------- |
|      | 1    | 12       | 2006. július 18.  | 2006. október 3.     | Syfy        | 2007. február 3.     | 2007. április 28.  | TV2        |
|      | 2    | 13       | 2007. július 10.  | 2007. október 2.     | Syfy        | 2008. szeptember 17. | 2008. december 10. | TV2        |
|      | 3    | 18       | 2008. július 29.  | 2009. szeptember 18. | Syfy        | 2011. január 6.      | 2011. március 3.   | Viasat 6   |
|      | 4    | 21       | 2010. július 9.   | 2011. december 6.    | Syfy        | 2013. október 15.    | 2014. május 23.    | Viasat 6   |
|      | 5    | 13       | 2012. április 16. | 2012. július 16.     | Syfy        | 2014. május 6.       | 2014. május 22.    | TV2        |

## 1. évad (2006)
| Sor. | Év. | Cím                                        | Rendező          | Író                                                                               | Premier                                |
| ---- | --- | ------------------------------------------ | ---------------- | --------------------------------------------------------------------------------- | -------------------------------------- |
| 1.   | 1.  | Bevezető rész (Pilot)                      | Peter O'Fallon   | Andrew Cosby és Jaime Paglia                                                      | 2006. július 18. 2007. február 3-10.   |
| 2.   | 2.  | Kísérteties viszonyok (Many Happy Returns) | Jefery Levy      | Andrew Cosby és Jaime Paglia                                                      | 2006. július 25. 2007. február 17.     |
| 3.   | 3.  | Mielőtt elfelejtem… (Before I Forget)      | Michael Robison  | Történet: Karl Schaefer Tévéjáték: John Rogers                                    | 2006. augusztus 1. 2007. február 24.   |
| 4.   | 4.  | Az idegenek (Alienated)                    | Marita Grabiak   | Történet: Varina Bleil és Betsy Landis Tévéjáték: Harry Victor és Dan E. Fesman   | 2006. augusztus 8. 2007. március 3.    |
| 5.   | 5.  | A sebezhetetlen (Invincible)               | Michael Grossman | Dan E. Fesman                                                                     | 2006. augusztus 15. 2007. március 10.  |
| 6.   | 6.  | Dr. Nobel (Dr. Nobel)                      | Jeff Woolnough   | Dan E. Fesman és Harry Victor                                                     | 2006. augusztus 22. 2007. március 17.  |
| 7.   | 7.  | Egy szemvillanás alatt (Blink)             | Jeffery Levy     | Andrew Cosby és Jaime Paglia                                                      | 2006. augusztus 29. 2007. március 24.  |
| 8.   | 8.  | Callister Raynes (Right as Raynes)         | Michael Rohl     | Johanna Stokes                                                                    | 2006. szeptember 5. 2007. március 31.  |
| 9.   | 9.  | Melyik az igazi? (Primal)                  | Colin Bucksey    | Történet: Karl Schaefer és Martin Weiss Tévéjáték: Martin Weiss és Johanna Stokes | 2006. szeptember 12. 2007. április 7.  |
| 10.  | 10. | Lila köd (Purple Haze)                     | David Straiton   | Történet: Andrew Cosby és Jaime Paglia Tévéjáték: Johanna Stokes                  | 2006. szeptember 19. 2007. április 14. |
| 11.  | 11. | A ház ura (H.O.U.S.E. Rules)               | Jeff Woolnough   | Harry Victor                                                                      | 2006. szeptember 26. 2007. április 21. |
| 12.  | 12. | Egyszer az életben… (Once in a Lifetime)   | Michael Lange    | Történet: Jaime Paglia és Johanna Stokes Tévéjáték: Jaime Paglia és Andrew Cosby  | 2006. október 3. 2007. április 28.     |

## 2. évad (2007)
| Sor. | Év. | Cím                                                                           | Rendező          | Író                                                     | Premier                                 |
| ---- | --- | ----------------------------------------------------------------------------- | ---------------- | ------------------------------------------------------- | --------------------------------------- |
| 13.  | 1.  | A főnix-madár (Phoenix Rising)                                                | Michael Rohl     | Jaime Paglia                                            | 2007. július 10. 2008. szeptember 17.   |
| 14.  | 2.  | Próbáld újra! (Try, Try Again)                                                | Michael Nankin   | Charlie Craig                                           | 2007. július 17. 2008. szeptember 24.   |
| 15.  | 3.  | Kiszámíthatatlan (Unpredictable)                                              | Robert Lieberman | Thania St. John                                         | 2007. július 24. 2008. október 1.       |
| 16.  | 4.  | Emberi játszmák (Games People Play)                                           | Michael Rohl     | Johanna Stokes                                          | 2007. július 31. 2008. október 8.       |
| 17.  | 5.  | Sok lúd disznót győz (Duck Duck Goose)                                        | Michael Lange    | Ethan Matthew Lawrence                                  | 2007. augusztus 7. 2008. október 15.    |
| 18.  | 6.  | Az álmok éjszakája (Noche de Sueños)                                          | Eric Laneuville  | Jaime Paglia                                            | 2007. augusztus 14. 2008. október 22.   |
| 19.  | 7.  | Családegyesítés (Family Reunion)                                              | Michael Lange    | Történet: Jane Espenson Tévéjáték: Anne Cofell Saunders | 2007. augusztus 21. 2008. október 29.   |
| 20.  | 8.  | E=M-szer C? (E = MC...?)                                                      | Tim Matheson     | Bruce Miller                                            | 2007. augusztus 28. 2008. november 5.   |
| 21.  | 9.  | Amit nem látunk (Sight Unseen)                                                | Donna Deitch     | Charlie Craig és Thania St. John                        | 2007. szeptember 4. 2008. november 12.  |
| 22.  | 10. | Isten a részletekben rejlik (God Is in the Details)                           | Michael Rohl     | Eric Wallace                                            | 2007. szeptember 11. 2008. november 19. |
| 23.  | 11. | Férfifalók (Maneater)                                                         | Michael Robison  | Bruce Miller                                            | 2007. szeptember 18. 2008. november 26. |
| 24.  | 12. | Minden, ami fénylik (All That Glitters...A Night at Global Dynamics Part 1)   | Michael Grossman | Thania St. John                                         | 2007. szeptember 25. 2008. december 3.  |
| 25.  | 13. | Egy este a Global-ban (All That Glitters...A Night at Global Dynamics Part 2) | Michael Lange    | Jaime Paglia                                            | 2007. október 2. 2008. december 10.     |

## 3. évad (2008-2009)
| Sor. | Év. | Cím                                                  | Rendező            | Író                                                                                        | Premier                               |
| ---- | --- | ---------------------------------------------------- | ------------------ | ------------------------------------------------------------------------------------------ | ------------------------------------- |
| 26.  | 1.  | Rossz robot (Bad to the Drone)                       | Bryan Spicer       | Jaime Paglia                                                                               | 2008. július 29. 2011. január 6.      |
| 27.  | 2.  | Mi történt Bob-bal? (What About Bob?)                | Fred Gerber        | Charlie Craig                                                                              | 2008. augusztus 5. 2011. január 6.    |
| 28.  | 3.  | Nyomás alatt (Best in Faux)                          | Paul Holohan       | Bruce Miller                                                                               | 2008. augusztus 12. 2011. január 13.  |
| 29.  | 4.  | Igen, akarom! (I Do Over)                            | Matt Earl Beesley  | Thania St. John                                                                            | 2008. augusztus 19. 2011. január 13.  |
| 30.  | 5.  | A múmia átka (Show Me the Mummy)                     | Ernest Dickerson   | Curtis Kheel                                                                               | 2008. augusztus 26. 2011. január 20.  |
| 31.  | 6.  | Fáziskésében (Phased and Confused)                   | Michael Robison    | Nick Wauters                                                                               | 2008. szeptember 9. 2011. január 20.  |
| 32.  | 7.  | Nap, nap után (Here Come the Suns)                   | Oz Scott           | Jaime Paglia és Eric Wallace                                                               | 2008. szeptember 16. 2011. január 27. |
| 33.  | 8.  | Most és mindörökké (From Fear to Eternity)           | Eric Laneuville    | Thania St. John                                                                            | 2008. szeptember 23. 2011. január 27. |
| 34.  | 9.  | Carter sheriff visszatér (Welcome Back Carter)       | Matthew Diamond    | Bruce Miller                                                                               | 2009. július 10. 2011. február 3.     |
| 35.  | 10. | Ha én lennék te (Your Face or Mine?)                 | Colin Ferguson     | Jaime Paglia                                                                               | 2009. július 17. 2011. február 3.     |
| 36.  | 11. | Őrület hullám (Insane in the P-Brane)                | Steve Miner        | Thania St. John                                                                            | 2009. július 24. 2011. február 10.    |
| 37.  | 12. | Nem könnyű zöldnek lenni (It's Not Easy Being Green) | Sarah Pia Anderson | Curtis Kheel                                                                               | 2009. július 31. 2011. február 10.    |
| 38.  | 13. | Ha megépíted eljönnek (If You Build It...)           | Mike Rohl          | Bruce Miller                                                                               | 2009. augusztus 7. 2011. február 17.  |
| 39.  | 14. | Az űrhajó leszállt (Ship Happens)                    | Chris Fisher       | Charlie Craig                                                                              | 2009. augusztus 14. 2011. február 17. |
| 40.  | 15. | Az életadó víz (Shower the People)                   | Stephen Surjik     | Thania St. John                                                                            | 2009. augusztus 21. 2011. február 24. |
| 41.  | 16. | Emlékek (You Don't Know Jack)                        | James Head         | Eric Wallace                                                                               | 2009. augusztus 28. 2011. február 24. |
| 42.  | 17. | Jeges viszonyok (Have an Ice Day)                    | Joe Morton         | Történet: Joan Binder Weiss és Constance M. Burge Tévéjáték: Bruce Miller és Charlie Craig | 2009. szeptember 11. 2011. március 3. |
| 43.  | 18. | Az élet rendje (What Goes Around, Comes Around)      | Matt Hastings      | Jaime Paglia                                                                               | 2009. szeptember 18. 2011. március 3. |

## 4. évad (2010-2011)
| Sor. | Év. | Cím                                                       | Rendező                    | Író                                                            | Premier                                 | Nézettség   |
| ---- | --- | --------------------------------------------------------- | -------------------------- | -------------------------------------------------------------- | --------------------------------------- | ----------- |
| 44.  | 1.  | Évforduló (Founders' Day)                                 | Matt Hastings              | Jaime Paglia                                                   | 2010. július 9. 2013. október 15.       | 2,52 millió |
| 45.  | 2.  | Egy új világ (A New World)                                | Michael Robison            | Bruce Miller                                                   | 2010. július 16. 2013. október 16.      | 2,21 millió |
| 46.  | 3.  | Féktelen düh (All the Rage)                               | Michael Rohl               | Kira Snyder                                                    | 2010. július 23. 2013. október 17.      | 2,29 millió |
| 47.  | 4.  | Az oxigén története (The Story of O2)                     | Colin Ferguson             | Történet: Jill Blotevogel Tévéjáték: Eric Tuchman              | 2010. július 30. 2013. október 18.      | 2,27 millió |
| 48.  | 5.  | Átvitel (Crossing Over)                                   | Michael Robison            | Paula Yoo                                                      | 2010. augusztus 6. 2013. október 21.    | 2,56 millió |
| 49.  | 6.  | Félelem (Momstrosity)                                     | Michael Rohl               | Terri Hughes Burton és Ron Milbauer                            | 2010. augusztus 13. 2013. október 22.   | 2,52 millió |
| 50.  | 7.  | Megkövülve (Stoned)                                       | Joe Morton                 | Eric Wallace                                                   | 2010. augusztus 20. 2013. október 23.   | 2,30 millió |
| 51.  | 8.  | Az ex-akták (The Ex-Files)                                | Chris Fisher               | Amy Berg                                                       | 2010. augusztus 27. 2013. október 24.   | 2,44 millió |
| 52.  | 9.  | Még találkozunk (I'll Be Seeing You)                      | Michael Robison            | Jaime Paglia                                                   | 2010. szeptember 10. 2013. október 25.  | 2,25 millió |
| 53.  | 10. | Ó, kicsi város (O Little Town)                            | Matt Hastings              | Eric Tuchman                                                   | 2010. december 7. 2013. október 28.     | 1,92 millió |
| 54.  | 11. | Kilövés (Liftoff)                                         | Mike Rohl                  | Történet: Jaime Paglia és Bruce Miller Tévéjáték: Bruce Miller | 2011. július 11. 2013. október 29.      | 2,02 millió |
| 55.  | 12. | Újrakezdés (Reprise)                                      | Matt Hastings              | Amy Berg                                                       | 2011. július 18. 2013. október 30.      | 2,16 millió |
| 56.  | 13. | Sejtelem (Glimpse)                                        | Michael Robison            | Ed Fowler                                                      | 2011. július 25. 2013. október 31.      | 1,77 millió |
| 57.  | 14. | Az égbe fel (Up in the Air)                               | Alexandra LaRoche          | Kira Snyder                                                    | 2011. augusztus 1. 2013. november 1.    | 2,13 millió |
| 58.  | 15. | Omega lányok (Omega Girls)                                | Salli Richardson-Whitfield | Eric Wallace és Jaime Paglia                                   | 2011. augusztus 8. 2013. november 4.    | 2,25 millió |
| 59.  | 16. | Atkákról és férfiakról (Of Mites and Men)                 | Mike Rohl                  | Terri Hughes Burton és Ron Milbauer                            | 2011. augusztus 15. 2013. november 5.   | 2,23 millió |
| 60.  | 17. | Titánok harca (Clash of the Titans)                       | Michael Robison            | Eric Tuchman és Paula Yoo                                      | 2011. augusztus 22. 2013. november 6.   | 2,03 millió |
| 61.  | 18. | Egyszer az űrtáborban... (This One Time at Space Camp...) | Andrew Seklir              | Amy Berg                                                       | 2011. augusztus 29. 2013. november 7.   | 2,13 millió |
| 62.  | 19. | Egy kis lépés (One Small Step)                            | Michael Robison            | Bruce Miller                                                   | 2011. szeptember 12. 2013. november 8.  | 1,93 millió |
| 63.  | 20. | Egy hatalmas ugrás (One Giant Leap)                       | Matt Hastings              | Jaime Paglia                                                   | 2011. szeptember 19. 2013. november 11. | 1,87 millió |
| 64.  | 21. | Látod amit én látok? (Do You See What I See)              | Matt Hastings              | Amy Berg és Eric Tuchman                                       | 2011. december 6. 2014. május 23.       | 1,40 millió |

## 5. évad (2012)
| Sor. | Év. | Cím                                       | Rendező                    | Író                                                            | Premier                          | Nézettség   |
| ---- | --- | ----------------------------------------- | -------------------------- | -------------------------------------------------------------- | -------------------------------- | ----------- |
| 65.  | 1.  | Eltűntek (Lost)                           | Matt Hastings              | Jaime Paglia                                                   | 2012. április 16. 2014. május 6. | 1,81 millió |
| 66.  | 2.  | A valóság arca (The Real Thing)           | Michael Robison            | Bruce Miller                                                   | 2012. április 23. 2014. május 7. | 1,59 millió |
| 67.  | 3.  | Kényszerített kilépés (Force Quit)        | Mike Rohl                  | Terri Hughes Burton és Ron Milbauer                            | 2012. április 30. 2014. május 8. | 1,47 millió |
| 68.  | 4.  | Barátságos tüzek (Friendly Fire)          | Mike Rohl                  | Amy Berg                                                       | 2012. május 7. 2014. május 9.    | 1,45 millió |
| 69.  | 5.  | Jack-elek (Jack of All Trades)            | Jaime Paglia               | Történet: Jaime Paglia Tévéjáték: Eric Wallace                 | 2012. május 14. 2014. május 10.  | 1,49 millió |
| 70.  | 6.  | Minden kötél szakad (Worst Case Scenario) | Salli Richardson-Whitfield | Jill Blotevogel                                                | 2012. május 21. 2014. május 13.  | 1,62 millió |
| 71.  | 7.  | Ex masina (Ex Machina)                    | Michael Robison            | Kira Snyder                                                    | 2012. június 4. 2014. május 14.  | 1,97 millió |
| 72.  | 8.  | Túl mélyen (In Too Deep)                  | Colin Ferguson             | Terri Hughes Burton és Ron Milbaugher                          | 2012. június 11. 2014. május 15. | 1,45 millió |
| 73.  | 9.  | Carter feltör (Smarter Carter)            | Alexandra LaRoche          | Paula Yoo és Ed Fowler                                         | 2012. június 18. 2014. május 16. | 1,59 millió |
| 74.  | 10. | Nászutasok (The Honeymooners)             | Joe Morton                 | Eric Tuchman                                                   | 2012. június 25. 2014. május 17. | 1,61 millió |
| 75.  | 11. | Tükröm, tükröm (Mirror, Mirror)           | Mike Rohl                  | Bruce Miller                                                   | 2012. július 2. 2014. május 20.  | 1,59 millió |
| 76.  | 12. | Klón háború (Double Take)                 | Matt Hastings              | Margaret Dunlap, Nina Fiore és John Herrera                    | 2012. július 9. 2014. május 21.  | 1,50 millió |
| 77.  | 13. | Egy újabb nap (Just Another Day)          | Matt Hastings              | Történet: Bruce Miller és Jaime Paglia Tévéjáték: Jaime Paglia | 2012. július 16. 2014. május 22. | 1,56 millió |

## Webepizódok
A webepizódok (webisode) internetről elérhető rövid (rendszerint pár perces) történetek. A webepizódok egy teljes, önálló történetet foglalnak magukba, melynek címe: "Hide and Seek".
| # | Cím            |
| --- | -------------- |
| 1 | "Prologue"     |
| Egy fiatalokból álló csoport a fák között odalopódzik Jo házához egy kamerával, remélve, hogy felvehetik őt átöltözés közben. Miközben nézik, egy rejtélyes lény támadja meg őket. |                |
| 2 | "Webepizód 1." |
| A videó, amit a tinédzserek készítettek, felkerült az internetre. Zoe rákattint az oldalukra, remélve, hogy többet megtudhat az esetről. Jack úgy hiszi, hogy egy részeg alak beöltözött majomjelmezbe, Allison látogatása azonban bebizonyítja, hogy igenis valóságos. Taggart megörül, hogy annyi év után végre találtak valamit. |                |
| 2 | "Webepizód 2." |
| Jo és Carter az erdőben keresi a lényt. Találnak egy kibelezett medvét, aminek az egyik karmát elteszik. Egy másik helyen Taggart vadászik a lényre. Üldözik Fargoval, aki elkísérte őt. Taggart érzi, hogy a lény a közelében van és figyeli.                                                                                      |                |